# Dadju/Diskografie
Diese Diskografie ist eine Übersicht über die musikalischen Werke des französischen Sängers und Rappers Dadju. Den Schallplattenauszeichnungen zufolge hat er bisher mehr als 14 Millionen Tonträger verkauft. Seine erfolgreichste Veröffentlichung ist das Album Gentleman 2.0 mit über 510.000 verkauften Einheiten.

## Alben

### Studioalben
| Jahr | Titel Musiklabel                             | Höchstplatzierung, Gesamtwochen, AuszeichnungChartplatzierungen (Jahr, Titel, Musiklabel, Platzierungen, Wochen, Auszeichnungen, Anmerkungen) | Höchstplatzierung, Gesamtwochen, AuszeichnungChartplatzierungen (Jahr, Titel, Musiklabel, Platzierungen, Wochen, Auszeichnungen, Anmerkungen) | Höchstplatzierung, Gesamtwochen, AuszeichnungChartplatzierungen (Jahr, Titel, Musiklabel, Platzierungen, Wochen, Auszeichnungen, Anmerkungen) | Anmerkungen                                                          | [↑]: gemeinsam behandelt mit vorhergehendem Eintrag; [←]: in beiden Charts platziert |
| Jahr | Titel Musiklabel                             | FR | BEW | CH | Anmerkungen                                                          |                                                                                      |
| ---- | -------------------------------------------- | --- | --- | --- | -------------------------------------------------------------------- | ------------------------------------------------------------------------------------ |
| 2017 | Gentleman 2.0 Polydor                        | FR1 Diamant · (121 Wo.)FR | BEW7 Gold · (… Wo.)BEW | CH35 (12 Wo.)CH | Erstveröffentlichung: 24. November 2017 Verkäufe: + 510.000          |                                                                                      |
| 2019 | Poison Polydor                               | FR1 Diamant · (156 Wo.)FR | BEW6 (… Wo.)BEW | CH6 (20 Wo.)CH | Erstveröffentlichung: 15. November 2019 Verkäufe: + 500.000          |                                                                                      |
| 2019 | Antidote Polydor[FR: ↑]                      | FR1 Diamant · (156 Wo.)FR | BEW74 (8 Wo.)BEW | — | Erstveröffentlichung: 22. November 2019                              |                                                                                      |
| 2019 | Poison ou antidote Polydor[FR: ↑]            | FR1 Diamant · (156 Wo.)FR | — | — | Erstveröffentlichung: 22. November 2019                              |                                                                                      |
| 2022 | Cullinan Polydor                             | FR1 Platin · (147 Wo.)FR | BEW7 (35 Wo.)BEW | CH23 (2 Wo.)CH | Erstveröffentlichung: 13. Mai 2022 Verkäufe: + 100.000               |                                                                                      |
| 2023 | Cullinan (Gelée Royale 1 & 2) Polydor[FR: ↑] | FR1 Platin · (147 Wo.)FR | BEW143 (1 Wo.)BEW[CH: ↑] | CH23 (2 Wo.)CH | Erstveröffentlichung: 16. März 2023                                  |                                                                                      |
| 2024 | Héritage Polydor                             | FR1 Platin · (… Wo.)FR | BEW2 (76 Wo.)BEW | CH6 (8 Wo.)CH | Erstveröffentlichung: 16. Februar 2024 Verkäufe: + 100.000; mit Tayc |                                                                                      |

## Singles

### Als Leadmusiker
| Jahr | Titel Album                                       | Höchstplatzierung, Gesamtwochen, AuszeichnungChartplatzierungen (Jahr, Titel, Album, Platzierungen, Wochen, Auszeichnungen, Anmerkungen) | Höchstplatzierung, Gesamtwochen, AuszeichnungChartplatzierungen (Jahr, Titel, Album, Platzierungen, Wochen, Auszeichnungen, Anmerkungen) | Höchstplatzierung, Gesamtwochen, AuszeichnungChartplatzierungen (Jahr, Titel, Album, Platzierungen, Wochen, Auszeichnungen, Anmerkungen) | Anmerkungen |
| Jahr | Titel Album                                       | FR | BEW | CH | Anmerkungen |
| --- | ------------------------------------------------- | --- | --- | --- | --- |
| 2017 | Reine Gentleman 2.0                               | FR2 Diamant · (122 Wo.)FR | BEW36 (7 Wo.)BEW | CH84 (3 Wo.)CH | Erstveröffentlichung: 5. Mai 2017 Verkäufe: + 233.333                                                             |
| 2017 | J’ai dit non Gentleman 2.0                        | FR54 Gold · (4 Wo.)FR | — | — | Erstveröffentlichung: 19. Mai 2017 Verkäufe: + 66.667                                                             |
| 2017 | Déjà trouvé Gentleman 2.0                         | FR42 Platin · (13 Wo.)FR | — | — | Erstveröffentlichung: 25. September 2017 Verkäufe: + 200.000                                                      |
| 2017 | Gentleman 2.0                                     | FR80 (2 Wo.)FR | — | — | Erstveröffentlichung: 22. Oktober 2017                                                                            |
| 2017 | Ma fierté Gentleman 2.0                           | FR28 Gold · (19 Wo.)FR | — | — | Erstveröffentlichung: 27. Oktober 2017 Verkäufe: + 66.667; feat. Maître Gims & Alonzo                             |
| 2017 | Intuition Gentleman 2.0                           | FR29 Gold · (12 Wo.)FR | — | — | Erstveröffentlichung: 10. November 2017 Verkäufe: + 66.667                                                        |
| 2017 | Comme si de rien n’était Gentleman 2.0            | FR12 Platin · (18 Wo.)FR | — | — | Erstveröffentlichung: 17. November 2017 Verkäufe: + 200.000                                                       |
| 2017 | Seconde chance Gentleman 2.0                      | FR34 Gold · (11 Wo.)FR | — | — | Erstveröffentlichung: 24. November 2017 Verkäufe: + 100.000                                                       |
| 2018 | Sous contrôle Gentleman 2.0                       | FR19 Gold · (29 Wo.)FR | — | — | Erstveröffentlichung: 21. Januar 2018 Verkäufe: + 66.667; feat. Niska                                             |
| 2018 | Bob Marley Gentleman 2.0                          | FR3 Diamant · (62 Wo.)FR | BEW6 Gold · (24 Wo.)BEW | — | Erstveröffentlichung: 7. März 2018 Verkäufe: + 248.333                                                            |
| 2018 | Django Gentleman 2.0                              | FR16 Platin · (56 Wo.)FR | BEW35 (4 Wo.)BEW | — | Erstveröffentlichung: 11. Mai 2018 Verkäufe: + 200.000; feat. Franglish                                           |
| 2018 | Lionne Gentleman 2.0                              | FR18 Diamant · (34 Wo.)FR | — | — | Erstveröffentlichung: 29. August 2018 Verkäufe: + 333.333                                                         |
| 2018 | Jaloux Gentleman 2.0 (Réédition)                  | FR1 Diamant · (109 Wo.)FR | BEW17 (16 Wo.)BEW | CH37 (8 Wo.)CH | Erstveröffentlichung: 5. Oktober 2018 Verkäufe: + 333.333                                                         |
| 2019 | Compliqué Poison                                  | FR6 Diamant · (52 Wo.)FR | BEW41 (1 Wo.)BEW | CH86 (1 Wo.)CH | Erstveröffentlichung: 28. Juni 2019 Verkäufe: + 333.333                                                           |
| 2019 | Ma vie Poison                                     | FR3 Diamant · (30 Wo.)FR | BEW33 (3 Wo.)BEW | — | Erstveröffentlichung: 11. Oktober 2019 Verkäufe: + 333.333                                                        |
| 2019 | Confessions Poison ou antidote                    | FR20 Gold · (5 Wo.)FR | — | — | Erstveröffentlichung: 1. November 2019 Verkäufe: + 100.000                                                        |
| 2020 | Bobo au cœur Poison ou antidote                   | FR19 Diamant · (45 Wo.)FR | BEW43 (4 Wo.)BEW | — | Erstveröffentlichung: 13. März 2020 Verkäufe: + 333.333                                                           |
| 2020 | Grand bain Poison ou antidote                     | FR1 Diamant · (62 Wo.)FR | BEW14 Gold · (20 Wo.)BEW | CH53 (11 Wo.)CH | Erstveröffentlichung: 19. Juni 2020 Verkäufe: + 343.333; mit Ninho                                                |
| 2020 | Amour toxic Poison ou antidote                    | FR14 Diamant · (26 Wo.)FR | BEW30 (9 Wo.)BEW | — | Erstveröffentlichung: 25. September 2020 Verkäufe: + 333.333                                                      |
| 2020 | Dieu merci Poison ou antidote                     | FR7 Diamant · (34 Wo.)FR | BEW34 (10 Wo.)BEW | CH94 (1 Wo.)CH | Erstveröffentlichung: 9. Oktober 2020 Verkäufe: + 333.333; feat. Tiakola                                          |
| 2021 | Belle Les Vestiges du Fléau                       | FR36 Platin · (20 Wo.)FR | — | — | Erstveröffentlichung: 5. April 2021 Verkäufe: + 200.000; mit Gims & Slimane                                       |
| 2021 | Mon soleil –                                      | FR8 Diamant · (39 Wo.)FR | BEW22 (12 Wo.)BEW | — | Erstveröffentlichung: 2. Juni 2021 Verkäufe: + 353.333; mit Anitta                                                |
| 2021 | Dans mes bras Mi vida                             | FR43 Diamant · (26 Wo.)FR | BEW12 (18 Wo.)BEW | — | Erstveröffentlichung: 24. September 2021 Verkäufe: + 333.333; mit Kendji Girac                                    |
| 2021 | Goodbye –                                         | FR87 (5 Wo.)FR | — | — | Erstveröffentlichung: 17. Dezember 2021 mit No Limit, Chris Brown & Skread                                        |
| 2022 | King Cullinan                                     | FR51 (6 Wo.)FR | — | — | Erstveröffentlichung: 17. Februar 2022                                                                            |
| 2022 | Picsou Cullinan                                   | FR62 (3 Wo.)FR | — | — | Erstveröffentlichung: 1. April 2022 feat. Gazo                                                                    |
| 2022 | Toko Toko Cullinan                                | FR17 Diamant · (28 Wo.)FR | — | — | Erstveröffentlichung: 14. April 2022 Verkäufe: + 333.333; feat. Ronisia                                           |
| 2022 | Ima Cullinan                                      | FR66 (2 Wo.)FR | — | — | Erstveröffentlichung: 9. Mai 2022                                                                                 |
| 2022 | Ambassadeur Cullinan                              | FR76 (2 Wo.)FR | — | — | Erstveröffentlichung: 15. Mai 2022                                                                                |
| 2022 | Dançarina (Remix) –                               | FR11 Diamant · (32 Wo.)FR | BEW48 (1 Wo.)BEW | CH40 (8 Wo.)CH | Erstveröffentlichung: 10. Juni 2022 Verkäufe: + 333.333; mit Pedro Sampaio & Anitta feat. Nicky Jam & MC Pedrinho |
| 2023 | La guitare suit la mélo Cullinan: La Gelée Royale | FR36 (2 Wo.)FR | — | — | Erstveröffentlichung: 28. September 2023 mit Zola                                                                 |
| 2023 | Makila: Wablé Héritage                            | FR29 Gold · (8 Wo.)FR | — | — | Erstveröffentlichung: 15. November 2023 Verkäufe: + 100.000; mit Tayc                                             |
| 2023 | I Love You Héritage                               | FR2 Diamant · (76 Wo.)FR | BEW11 ×2Doppelplatin · (32 Wo.)BEW | CH31 (14 Wo.)CH | Erstveröffentlichung: 8. Dezember 2023 Verkäufe: + 373.333; mit Tayc                                              |
| 2024 | Pas Comme Ça –                                    | FR78 (3 Wo.)FR | — | — | Erstveröffentlichung: 19. Juli 2024 mit Dystinct                                                                  |
| Folgende Lieder erschienen nicht als Single, wurden aber durch das Album zum Download und Streaming bereitgestellt und konnten somit eine Platzierung erlangen: |                                                   | | | | |
| |                                                   | | | | |
| 2017 | Par amour Gentleman 2.0                           | FR10 Diamant · (49 Wo.)FR | — | — | Charteinstieg: 1. Dezember 2017 Verkäufe: + 333.333; feat. Maître Gims                                            |
| 2017 | Oublie-le Gentleman 2.0                           | FR11 Diamant · (23 Wo.)FR | — | — | Charteinstieg: 1. Dezember 2017 Verkäufe: + 333.333                                                               |
| 2017 | Trouvez-la moi Gentleman 2.0                      | FR38 Platin · (9 Wo.)FR | — | — | Charteinstieg: 1. Dezember 2017 Verkäufe: + 200.000; feat. Keblack & Fally Ipupa                                  |
| 2017 | Jenny Gentleman 2.0                               | FR52 Gold · (5 Wo.)FR | — | — | Charteinstieg: 1. Dezember 2017 Verkäufe: + 100.000; feat. S.Pri Noir                                             |
| 2017 | Déjà donné Gentleman 2.0                          | FR55 Gold · (4 Wo.)FR | — | — | Charteinstieg: 1. Dezember 2017 Verkäufe: + 100.000                                                               |
| 2017 | #PTD Gentleman 2.0                                | FR61 Gold · (4 Wo.)FR | — | — | Charteinstieg: 1. Dezember 2017 Verkäufe: + 100.000                                                               |
| 2017 | Monica Gentleman 2.0                              | FR70 (3 Wo.)FR | — | — | Charteinstieg: 1. Dezember 2017                                                                                   |
| 2018 | Christina Gentleman 2.0 (Réédition)               | FR31 Gold · (15 Wo.)FR | — | — | Charteinstieg: 27. Juli 2018                                                                                      |
| 2018 | Sans thème Gentleman 2.0 (Réédition)              | FR25 Gold · (4 Wo.)FR | — | — | Charteinstieg: 12. Oktober 2018 Verkäufe: + 100.000                                                               |
| 2018 | Apollonia Gentleman 2.0 (Réédition)               | FR48 (6 Wo.)FR | — | — | Charteinstieg: 12. Oktober 2018 mit Sofiane                                                                       |
| 2018 | Mon cœur à ta taille Gentleman 2.0 (Réédition)    | FR71 (3 Wo.)FR | — | — | Charteinstieg: 12. Oktober 2018 feat. Kalash                                                                      |
| 2018 | Mafuzzy Style Gentleman 2.0 (Réédition)           | FR80 Gold · (4 Wo.)FR | — | — | Charteinstieg: 12. Oktober 2018 Verkäufe: + 100.000                                                               |
| 2018 | Tu n’es pas moi Gentleman 2.0 (Réédition)         | FR124 (2 Wo.)FR | — | — | Charteinstieg: 12. Oktober 2018                                                                                   |
| 2018 | Escort Gentleman 2.0 (Réédition)                  | FR171 (1 Wo.)FR | — | — | Charteinstieg: 12. Oktober 2018                                                                                   |
| 2018 | Comme à chaque fois Gentleman 2.0 (Réédition)     | FR180 (1 Wo.)FR | — | — | Charteinstieg: 12. Oktober 2018                                                                                   |
| 2019 | Paire d’as Poison ou antidote                     | FR10 Gold · (6 Wo.)FR | — | — | Charteinstieg: 22. November 2019 Verkäufe: + 100.000; feat. Nekfeu                                                |
| 2019 | TPB Poison ou antidote                            | FR11 Gold · (11 Wo.)FR | — | — | Charteinstieg: 22. November 2019 Verkäufe: + 100.000; feat. Koba LaD                                              |
| 2019 | Je ne t’aime plus Poison ou antidote              | FR12 Gold · (5 Wo.)FR | — | — | Charteinstieg: 22. November 2019 Verkäufe: + 100.000                                                              |
| 2019 | Ma faute Poison ou antidote                       | FR27 (3 Wo.)FR | — | — | Charteinstieg: 22. November 2019                                                                                  |
| 2019 | Perdu Poison ou antidote                          | FR30 (3 Wo.)FR | — | — | Charteinstieg: 22. November 2019                                                                                  |
| 2019 | Toi d’abord Poison ou antidote                    | FR31 (3 Wo.)FR | — | — | Charteinstieg: 22. November 2019                                                                                  |
| 2019 | Mémoire courte Poison ou antidote                 | FR34 (3 Wo.)FR | — | — | Charteinstieg: 22. November 2019                                                                                  |
| 2019 | Robe Poison ou antidote                           | FR31 Gold · (5 Wo.)FR | — | — | Charteinstieg: 22. November 2019 Verkäufe: + 100.000; feat. Damso                                                 |
| 2019 | Papa Poison ou antidote                           | FR45 (2 Wo.)FR | — | — | Charteinstieg: 22. November 2019                                                                                  |
| 2019 | Jure-le Poison ou antidote                        | FR50 (2 Wo.)FR | — | — | Charteinstieg: 22. November 2019                                                                                  |
| 2019 | Please Poison ou antidote                         | FR53 (2 Wo.)FR | — | — | Charteinstieg: 22. November 2019 feat. Tayc                                                                       |
| 2019 | Wouli liya Poison ou antidote                     | FR67 Gold · (9 Wo.)FR | — | — | Charteinstieg: 22. November 2019 feat. Kaly, Soolking & Aymane Serhani                                            |
| 2019 | Ma Woman Poison ou antidote                       | FR102 Gold · (3 Wo.)FR | — | — | Charteinstieg: 22. November 2019 Verkäufe: + 100.000                                                              |
| 2019 | Donne-moi l’accord Poison ou antidote             | FR131 Platin · (3 Wo.)FR | — | — | Charteinstieg: 22. November 2019 Verkäufe: + 200.000; feat. Burna Boy                                             |
| 2019 | Normal Poison ou antidote                         | FR153 (2 Wo.)FR | — | — | Charteinstieg: 22. November 2019                                                                                  |
| 2019 | Back It Up Poison ou antidote                     | FR147 Gold · (7 Wo.)FR | — | — | Charteinstieg: 22. November 2019 Verkäufe: + 100.000                                                              |
| 2019 | Cette femme Poison ou antidote                    | FR164 (2 Wo.)FR | — | — | Charteinstieg: 22. November 2019                                                                                  |
| 2019 | Promesse Poison ou antidote                       | FR181 (1 Wo.)FR | — | — | Charteinstieg: 22. November 2019                                                                                  |
| 2019 | Maamou Poison ou antidote                         | FR184 (2 Wo.)FR | — | — | Charteinstieg: 22. November 2019                                                                                  |
| 2020 | 911 Etat d’esprit                                 | FR108 Gold · (1 Wo.)FR | — | — | Charteinstieg: 24. April 2020 Verkäufe: + 100.000; mit S.Pri Noir                                                 |
| 2020 | Va dire à ton ex Poison ou antidote               | FR18 Gold · (5 Wo.)FR | — | — | Charteinstieg: 6. November 2020 Verkäufe: + 100.000                                                               |
| 2020 | Elle me demande Poison ou antidote                | FR20 Gold · (7 Wo.)FR | — | — | Charteinstieg: 6. November 2020 Verkäufe: + 100.000                                                               |
| 2020 | Le mâle honnête Poison ou antidote                | FR55 (2 Wo.)FR | — | — | Charteinstieg: 6. November 2020                                                                                   |
| 2020 | Provoquer Poison ou antidote                      | FR56 (2 Wo.)FR | — | — | Charteinstieg: 6. November 2020                                                                                   |
| 2020 | Tout ou rien du tout Poison ou antidote           | FR87 Gold · (2 Wo.)FR | — | — | Charteinstieg: 6. November 2020 Verkäufe: + 100.000; feat. Ocevne                                                 |
| 2020 | La roue tourne Poison ou antidote                 | FR111 (1 Wo.)FR | — | — | Charteinstieg: 6. November 2020                                                                                   |
| 2020 | Up and Down Poison ou antidote                    | FR122 (1 Wo.)FR | — | — | Charteinstieg: 6. November 2020                                                                                   |
| 2020 | Piqûre de rappel Poison ou antidote               | FR135 (1 Wo.)FR | — | — | Charteinstieg: 6. November 2020                                                                                   |
| 2022 | Safari Cullinan                                   | FR104 (1 Wo.)FR | — | — | Charteinstieg: 20. Mai 2022                                                                                       |
| 2022 | Face à lui Cullinan                               | FR120 (1 Wo.)FR | — | — | Charteinstieg: 20. Mai 2022                                                                                       |
| 2022 | L’officiel Cullinan                               | FR132 (1 Wo.)FR | — | — | Charteinstieg: 20. Mai 2022                                                                                       |
| 2022 | Anonyme Cullinan                                  | FR162 (1 Wo.)FR | — | — | Charteinstieg: 20. Mai 2022                                                                                       |
| 2022 | One Time Cullinan                                 | FR171 (1 Wo.)FR | — | — | Charteinstieg: 20. Mai 2022 feat. Rema                                                                            |
| 2022 | Chance Moko Cullinan                              | FR175 (1 Wo.)FR | — | — | Charteinstieg: 20. Mai 2022                                                                                       |
| 2022 | Garde du coeur Cullinan                           | FR196 (1 Wo.)FR | — | — | Charteinstieg: 20. Mai 2022                                                                                       |
| 2022 | Je n’oublie pas Cullinan                          | FR200 (1 Wo.)FR | — | — | Charteinstieg: 20. Mai 2022                                                                                       |
| 2022 | Saigne Cullinan: Gelée Royale Pt. 1               | FR34 (4 Wo.)FR | — | — | Charteinstieg: 18. November 2022 feat. PLK                                                                        |
| 2022 | Parle-moi Cullinan: Gelée Royale Pt. 1            | FR94 Gold · (1 Wo.)FR | — | — | Charteinstieg: 18. November 2022 Verkäufe: + 100.000; feat. PLK                                                   |
| 2022 | Des fois Cullinan: Gelée Royale Pt. 1             | FR117 (1 Wo.)FR | — | — | Charteinstieg: 18. November 2022 feat. PLK                                                                        |
| 2023 | Assez (épisode 1) Cullinan (Gelée Royale 1 & 2)   | FR188 (1 Wo.)FR | — | — | Charteinstieg: 20. März 2023                                                                                      |
| 2024 | Le contrat Héritage                               | FR56 (3 Wo.)FR | — | — | mit Tayc |
| 2024 | Tout essayer ? Héritage                           | FR65 (3 Wo.)FR | — | — | mit Tayc |
| 2024 | Apprends-moi! Héritage                            | FR71 (4 Wo.)FR | — | — | mit Tayc |
| 2024 | Sold Out! Héritage                                | FR73 (2 Wo.)FR | — | — | mit Tayc |
| 2024 | Épouse-moi Héritage                               | FR80 (1 Wo.)FR | — | — | mit Tayc |
| 2024 | Une semaine pour oublier… Héritage                | FR86 (1 Wo.)FR | — | — | mit Tayc |
| 2024 | Victoria Secret Héritage                          | FR104 (1 Wo.)FR | — | — | mit Tayc |
| 2024 | One Piece Héritage                                | FR121 (1 Wo.)FR | — | — | mit Tayc |
| 2024 | La vie d’un… / Ma préférée Héritage               | FR136 Gold · (3 Wo.)FR | — | — | Verkäufe: + 100.000; mit Tayc                                                                                     |
| 2024 | Loose Héritage                                    | FR148 (1 Wo.)FR | — | — | mit Tayc |
| 2024 | Option Héritage                                   | FR200 (1 Wo.)FR | — | — | mit Tayc |
| 2025 | J’ai zayé Héritage: Dernière Empreinte            | FR58 (3 Wo.)FR | — | — | mit Tayc |
| 2025 | Honey Honey Héritage: Dernière Empreinte          | FR121 (1 Wo.)FR | — | — | mit Tayc |

### Als Gastmusiker
| Jahr | Titel Album                               | Höchstplatzierung, Gesamtwochen, AuszeichnungChartplatzierungen (Jahr, Titel, Album, Platzierungen, Wochen, Auszeichnungen, Anmerkungen) | Höchstplatzierung, Gesamtwochen, AuszeichnungChartplatzierungen (Jahr, Titel, Album, Platzierungen, Wochen, Auszeichnungen, Anmerkungen) | Höchstplatzierung, Gesamtwochen, AuszeichnungChartplatzierungen (Jahr, Titel, Album, Platzierungen, Wochen, Auszeichnungen, Anmerkungen) | Anmerkungen                                                                                              |
| Jahr | Titel Album                               | FR | BEW | CH | Anmerkungen                                                                                              |
| --- | ----------------------------------------- | --- | --- | --- | --- |
| 2017 | C’est pas bon –                           | FR58 Platin · (26 Wo.)FR | — | — | Erstveröffentlichung: 15. Dezember 2017 Verkäufe: + 200.000; Abou Debeing feat. Dadju                    |
| 2018 | Tant pis –                                | FR89 Gold · (18 Wo.)FR | — | — | Erstveröffentlichung: 19. Januar 2018 Verkäufe: + 100.000; Dry feat. Dadju                               |
| 2018 | Bella ciao Ceinture noire (Transcendance) | FR2 Diamant · (36 Wo.)FR | BEW13 (9 Wo.)BEW | CH41 (11 Wo.)CH | Erstveröffentlichung: 18. Mai 2018 Verkäufe: + 333.333 Naestro feat. Maître Gims, Vitaa, Dadju & Slimane |
| 2018 | Tu ne le vois pas Ceinture noire          | FR13 Platin · (25 Wo.)FR | BEW49 (1 Wo.)BEW | — | Erstveröffentlichung: 14. Dezember 2018 Verkäufe: + 200.000; Maître Gims feat. Dadju                     |
| 2018 | Bébé 19                                   | FR6 Diamant · (28 Wo.)FR | — | CH83 (1 Wo.)CH | Erstveröffentlichung: 22. Dezember 2018 Verkäufe: + 333.333; MHD feat. Dadju                             |
| 2019 | Muerte Assa Baing                         | FR13 Platin · (29 Wo.)FR | — | — | Erstveröffentlichung: 1. März 2019 Verkäufe: + 200.000; Landy feat. Dadju                                |
| 2019 | Adieu Papillon                            | FR36 Platin · (12 Wo.)FR | — | — | Erstveröffentlichung: 8. März 2019 Verkäufe: + 200.000; Lynda feat. Dadju                                |
| 2019 | Calimero Ategban                          | FR136 Gold · (4 Wo.)FR | — | — | Erstveröffentlichung: 12. April 2019 Verkäufe: + 100.000; Vegedream feat. Dadju                          |
| 2020 | Meleğim Vintage                           | FR2 Diamant · (63 Wo.)FR | BEW26 Gold · (17 Wo.)BEW | CH52 (8 Wo.)CH | Erstveröffentlichung: 7. Februar 2020 Verkäufe: + 343.333; Soolking feat. Dadju                          |
| 2020 | 10/10 Ceinture noire (Transcendance)      | FR94 Platin · (7 Wo.)FR | — | — | Erstveröffentlichung: 7. Februar 2020 Verkäufe: + 200.000; Maître Gims feat. Dadju & Alonzo              |
| 2020 | Rose rouge Midnight                       | FR51 Gold · (15 Wo.)FR | — | — | Erstveröffentlichung: 17. April 2020 Rim'K feat. Dadju                                                   |
| 2020 | Unité –                                   | FR59 (16 Wo.)FR | — | — | Erstveröffentlichung: 20. November 2020 Unité feat. Dadju, Soolking, Hatik & Imen Es                     |
| 2020 | Sécurisé Grand Monsieur                   | FR40 (3 Wo.)FR | — | — | Erstveröffentlichung: 24. Dezember 2020 Rohff feat. Dadju                                                |
| 2020 | Si on disait Pyramide, Epilogue           | FR58 Platin · (21 Wo.)FR | — | — | Erstveröffentlichung: 25. September 2020 Verkäufe: + 200.000; M. Pokora feat. Dadju                      |
| 2022 | Claro que sì Rihan                        | FR96 (2 Wo.)FR | — | — | Erstveröffentlichung: 11. März 2022 Nahir feat. Dadju                                                    |
| 2024 | Terminal 2F Le nord se souvient           | FR26 Platin · (36 Wo.)FR | — | CH80 (1 Wo.)CH | Erstveröffentlichung: 16. August 2024 Verkäufe: + 200.000; Gims feat. Dadju                              |
| Folgende Lieder erschienen nicht als Single, wurden aber durch das Album zum Download und Streaming bereitgestellt und konnten somit eine Platzierung erlangen: |                                           | | | | |
| |                                           | | | | |
| 2015 | Sans rétro Mon cœur avait raison          | FR184 (1 Wo.)FR | — | — | Charteinstieg: 5. September 2015 Maître Gims feat. Dadju                                                 |
| 2017 | Enfants d’Afrique Premier étage           | FR162 (1 Wo.)FR | — | — | Charteinstieg: 3. Februar 2017 Keblack feat. Dadju                                                       |
| 2017 | Fuego Journal intime                      | FR119 Gold · (4 Wo.)FR | — | — | Charteinstieg: 1. September 2017 Verkäufe: + 100.000; Aya Nakamura feat. Dadju                           |
| 2017 | La paix n’a pas de prix 100%              | FR53 (3 Wo.)FR | — | — | Charteinstieg: 1. September 2017 Alonzo feat. Dadju                                                      |
| 2017 | Moi je vérifé Incroyable                  | FR185 (1 Wo.)FR | — | — | Charteinstieg: 6. Oktober 2017 Naza feat. Dadju & Aya Nakamura                                           |
| 2019 | Jamais Destin                             | FR6 Diamant · (36 Wo.)FR | — | — | Charteinstieg: 29. März 2019 Verkäufe: + 333.333; Ninho feat. Dadju                                      |
| 2019 | M.D.V Stone                               | FR120 (1 Wo.)FR | — | — | Charteinstieg: 19. April 2019 Alonzo feat. Dadju                                                         |
| 2019 | Ok Nyxia: Tome III                        | FR178 (1 Wo.)FR | — | — | Charteinstieg: 20. Dezember 2019 Tayc feat. Dadju                                                        |
| 2020 | Chelou Nos vies                           | FR50 Gold · (3 Wo.)FR | — | — | Charteinstieg: 21. Februar 2020 Verkäufe: + 100.000; Imen Es feat. Dadju                                 |
| 2021 | Pas permis Contrôle                       | FR77 (1 Wo.)FR | — | — | Charteinstieg: 13. November 2021 KeBlack feat. Dadju                                                     |
| 2022 | G700 La TN (Team Naps)                    | FR152 (1 Wo.)FR | — | — | Charteinstieg: 24. Juni 2022 Naps feat. Dadju                                                            |
| 2023 | On s’fait du mal Résilience               | FR97 Gold · (2 Wo.)FR | — | — | Verkäufe: + 100.000; Zaho feat. Dadju                                                                    |
| 2023 | Acolyte MRTHN                             | FR15 Gold · (15 Wo.)FR | — | — | Charteinstieg: 18. März 2023 Verkäufe: + 100.000; Gianni feat. Dadju & Ninho                             |
| 2023 | Molo Daddy 9                              | FR102 (1 Wo.)FR | — | — | Joé Dwèt Filé feat. Dadju                                                                                |
| 2024 | Comme avant W                             | FR192 (1 Wo.)FR | — | — | Wejdene feat. Dadju                                                                                      |

## Statistik

### Chartauswertung
|                     | FR    | BEW     | CH    |
| ------------------- | ----- | ------- | ----- |
| Nummer-eins-Alben   | FR4FR | BEW—BEW | CH—CH |
| Top-10-Alben        | FR4FR | BEW4BEW | CH2CH |
| Alben in den Charts | FR4FR | BEW6BEW | CH4CH |

|                       | FR      | BEW      | CH     |
| --------------------- | ------- | -------- | ------ |
| Nummer-eins-Singles   | FR2FR   | BEW—BEW  | CH—CH  |
| Top-10-Singles        | FR15FR  | BEW1BEW  | CH—CH  |
| Singles in den Charts | FR125FR | BEW15BEW | CH10CH |

### Auszeichnungen für Musikverkäufe
| Goldene Schallplatte - Brasilien - 2024: für die Single Mon soleil - Frankreich - 2017: für das Lied C’est plus l’heure - 2018: für das Lied Tombe sur elle - 2021: für das Lied Désaccord |

Anmerkung: Auszeichnungen in Ländern aus den Charttabellen bzw. Chartboxen sind in ebendiesen zu finden.
| Land/RegionAuszeichnungen für Musikverkäufe (Land/Region, Auszeichnungen, Verkäufe, Quellen) | Gold       | Platin       | Diamant       | Verkäufe   | Quellen             |
| -------------------------------------------------------------------------------------------- | ---------- | ------------ | ------------- | ---------- | ------------------- |
| Belgien (BRMA)                                                                               | 4× Gold4   | 2× Platin2   | —             | 85.000     | ultratop.be         |
| Brasilien (PMB)                                                                              | Gold1      | —            | —             | 20.000     | pro-musicabr.org.br |
| Frankreich (SNEP)                                                                            | 34× Gold34 | 15× Platin15 | 23× Diamant23 | 13.799.995 | snepmusique.com     |
| Insgesamt                                                                                    | 39× Gold39 | 17× Platin17 | 23× Diamant23 |            |                     |